# Váradi Ferenc
Váradi Ferenc (1866 előtt Vrasda; Kecskemét, 1849. április 5. – 1920 után) kecskeméti származású kiskunfélegyházi fésűs mester.

## Életútja
Apja ifjabb Vrasda Ignác fésűsmester, (1808-1862 után) anyja Petyko Jozefa (1819-?). 1866. május 13-án, 17 éves korában útlevelet kért és kapott Lugosra. Az útlevélkérelmében mint fésűs szerepel. Mester még nem lehetett a kora miatt, de inasvándorlás miatt is mehetett Lugosra a rokonokhoz mivel ott élt a nagybátyja Vrasda Márton seborvos. Valószínűleg hozzá ment. Vrasda Márton fia András aki asztalos volt, pedig előtte 1865 őszén költözött Kecskemétre.
Magyarország iparosainak címjegyzékében említve van, mint fésűs iparos (1891. Jekelfalussy József). 1883-ban fésűs iparengedélyt kért és kapott Kiskunfélegyházán, ahová Kecskemétről költözött át. 1886-ban Vrasda Ferenc a vezetéknevét Váradira változtatta. Első felesége Kovács Kati volt. (1850. Kunszentmiklós- 1885-1890 között) Az első házasságából született még élő gyermekeinek a neve az övével együtt változott. A névváltoztatási kérvényt 1886-ban iktatták Kiskunfélegyházán, de maga a kérvény nem került elő. A névváltoztatást BM. 14473-86. számon engedélyezte a belügyminiszter.

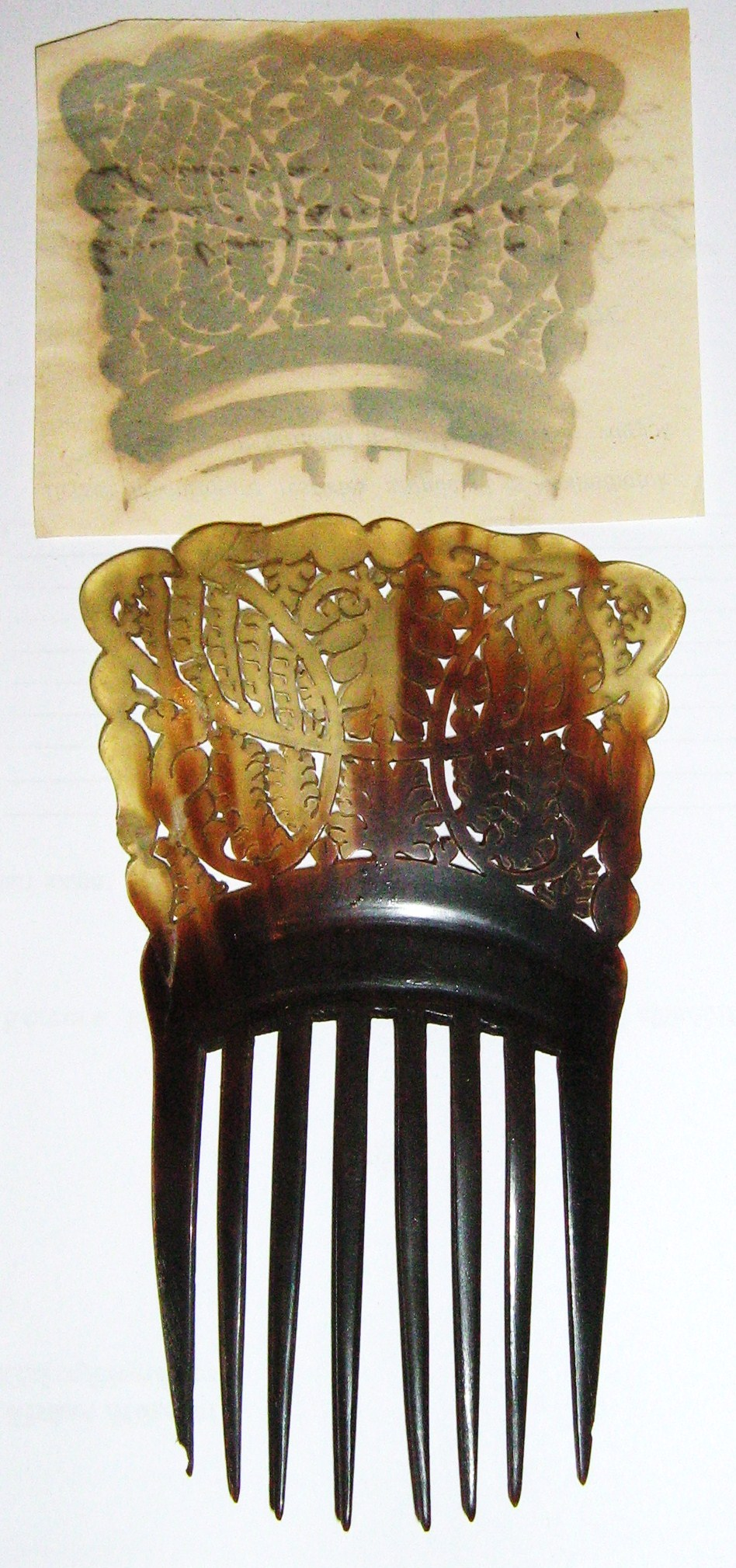
Váradi Ferenc által készített konytfésű és papírmintája

Első felesége halála után Balogh Franciskát vette feleségül (1862. március 20. Kiskunfélegyháza-1920 után?) Balogh Franciska szintén özvegyként ment férjhez a már Váradi (Vrasda) Ferenchez. 1894. október 7-én Kiskunfélegyházán, miután már megszületett Károly fiuk, ekkor a lakásuk III./1330. sz. alatt volt. Négy gyerekük született, egyikük sem folytatta a fésűs mesterséget. Kiskunfélegyházán a Könyök utcában laktak, amit hívtak Óvoda utcának is, mivel ott épült az első óvoda. Jelenleg is részben régi épületekből áll az utca, de a házat pontosan beazonosítani nem lehet. A fésűs műhelye is a házában volt, üzlete nem volt, a piacon, vásárokon árulta fésűit. Egy inasa volt, segédje nem volt, egyedül dolgozott. Szegény iparos volt. 1895-ben kért és kapott is építési engedélyt, mivel a háza leégett. A házát újra építette. 1896-ban a Millenniumi Kiállításon való részvételért és jó munkájáért kiállítási érmet kapott, amit a Félegyházi Hírlapban tettek közzé. 1905-ben egy Tanyasi József nevű tanulója volt, aki 1909-ben végzett nála. 1907. szeptember 10-én Móra Ferenc megvette a Kiskunfélegyházi Múzeum részére, fésűs műhelyének felszerelésének egy részét. Szerszámait 81 kr. 90 fillérért vásárolta meg Móra, a fennmaradt leltár szerint. Neki köszönhetően sok adat és írásos, valamint tárgyi emlék maradt róla. Szalay Gyula, a Kiskun Múzeum alapítója 1915 augusztusában és 1918 szeptember 18. án vásárolt és ajándékba is kapott szerszámokat, fésűket, konytfésű fa és papírmintákat, a múzeum leltárkönyve szerint. Bizonyosan nem hagyta abba az iparát, amikor eladta szerszámait, mert még tanulója is volt akkor, valamint 1920-ban a Kiskun Múzeum részére írt a szarufésűk készítéséről egy technológiai leírást. (Ebből írt Gaál Károly: Divat vagy népművészet címmel egy ismertetőt 1978-ban a Coumania 5. számában a Bács-Kiskun Megyei Múzeumok Közleményeiben.) Ebben még az 1920-as évek szaru anyagbeszerzésének nehézségeit említi. Valószínűleg a régi, már nem használt szerszámait, felszerelését adta el a múzeumnak. 1920-ban azután, Váradi Ferenc abbahagyta fésűs iparát. Iparengedélyét visszaadta. Felesége is visszaadta fésűs iparcikk kereskedői engedélyét, amit nem egész egy évvel ez előtt váltott ki, helyette zöldség, gyümölcs, baromfi és tojáskereskedéssel foglalkozott 1920-ban. Ő volt az utolsó fésűs iparosok egyike, Kiskunfélegyházán az utolsó. 72 éves kora után halhatott meg. 1940-ben hivatkozva az 1922. évi 7. törvényre Kiskunfélegyházán törölték a városi iparlajstromból. 1910-ben csak Váradi Ferenc, az 1920-as évben ő és felesége szerepelnek a választási névjegyzékben Szapáry u. 15. sz. alatt. Az 1922-es választási névjegyzékben már nem szerepelnek. A Szapáry u. 15. sz. alatt (volt Óvoda - Könyök u.) a választási névjegyzékben már nem az ő neve szerepel 1922-ben. Házát eladhatta. Halálának idejét helyét nem találni a kiskunfélegyházi, sem a kecskeméti halotti anyakönyvekben. Valószínűleg elköltözhettek a városból öregkorukban, lehet, hogy valamelyik gyerekükhöz.

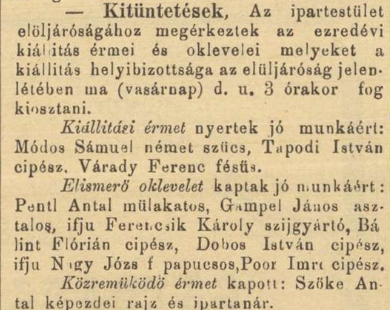
Várady Ferenc fésűs millenniumi kitüntetéséről szóló újságbekezdés

A Kiskun Múzeumban Kiskunfélegyházán, valamint a Szegedi Móra Ferenc Múzeumban megtalálható fésűs szerszámainak, fésűmintáinak és munkájának hagyatéka. A Kiskun múzeumban a megmaradt szerszámai és kontyfésűinek, egy része, az állandó kiállításon láthatók. Valamint van egy leírása a szarufésű-készítés technológiájáról.
Testvére Vrasda József (1844-1910 után) szintén fésűs mester volt, de mesterségét 1892 körül abbahagyta és vegyeskereskedőként működött tovább Kecskeméten. Nevét 1869-ben Vértesire változtatta.
A család  alábbi négy tagja volt fésűsmester Kecskeméten 1780-tól egészen az ő haláláig kb. 1920-ig.
- id. Vrasda Ignác 1780-1845
- ifj. Vrasda Ignác 1808-1865
- Vrasda (Vértesi)József 1844-1910 után
- Vrasda (Váradi) Ferenc 1849-1920 után